# ألفرد كال
ألفرد كال (بالألمانية: Alfred Kahl)‏ هو أحيائي ألماني، ولد في 18 فبراير 1877، وتوفي في 1946.